# Wolfgang Glatzle
Wolfgang Glatzle (* 1951 en Reutte, Austria ) es un químico y botánico austriaco.

## Vida y trabajo
Wolfgang Glatzle era en 1976-1979 Profesor Adjunto de Química Orgánica de la Universidad de Innsbruck. Desde 1980 ha trabajado para un grupo internacional de empresas en Reutte.
Dentro de la Sociedad de amigos austriacos de cactus fue en 1978-1986 Presidente de la Comisión Nacional de Tirol.
Glatzle trata entre otras cosas de la micromorfología de cáscaras de semillas, polen y epidermis de cactus . Junto con H.Friedrich editó el género Echinopsis. Los resultados de estos estudios han sido en forma de alguna combinación como respetando que las Lobivias queden en el género Echinopsis publicado en el Bradleya 1:96 (1983).
- La abreviatura «Glatzle» se emplea para indicar a Wolfgang Glatzle como autoridad en la descripción y clasificación científica de los vegetales.[1]

## Publicación
- H. Friedrich, W. Glätzle: Seed-morphology as an aid to classifying the genus Echinopsis Zucc. In: Bradleya. Band 1, 1983.
- W. Glätzle, K. H. Prestle: Seed-morphology of the genus Notocactus. In: Bradleya. Band 4, 1986.